# Oulx
Oulx (se prononçant [u] ou [ulks] ; en occitan alpin Ors ou en graphie locale Ours ; Ols en piémontais ; appelée Ulzio en italien pendant la période fasciste) est une commune d'Italie de 3 119 habitants.
Située dans la vallée du Val de Suse appartenant à l'aire métropolitaine associée à Turin dans la région du Piémont, Italie. Dans l'usage local, la partie haute de la bourgade s'appelle Vièrë (la Ville). Elle est de tout temps un très important carrefour rassemblant deux axes reliant France et Italie : l'un sud-est menant à la vallée de la Haute-Durance (Briançonnais) et l'autre nord-ouest menant à la vallée de la Haute-Maurienne ; les axes de circulation la traversant ont été notamment des voies romaines et, bien plus récemment, les routes modernes et le TGV (qui franchit le tunnel du Fréjus).

## Géographie
Oulx est située au cœur du Haut-Val de Suse, sur un étalement de confluence entre la Doire Ripaire et Doire de Bardonnèche, à environ 75 km à l'ouest de Turin et 25 km de Suse. Située sur les pentes du mont Cotolivier (2 105 m), elle est dominée au nord par l’imposante montagne Seguret (2 926 m) et se trouve juste en aval de la ville de Sauze d'Oulx, célèbre station de ski.
La ville d'Oulx est divisée en trois villages : le bourg supérieur (« Borgo superiore », nommé aussi le vieux village : « Borgo vecchio », ou « Viére »), le bourg inférieur (« Borgo Inferiore », aussi nommé « Plan ») et « Badia ».

## Histoire
Pour des articles plus généraux, voir Histoire des Alpes, Histoire du peuplement alpin et Val de Suse.

### Périodes antiques
La période pré-celtique à Soubras montre que les premiers établissements sont très anciens. L'installation du village se réalise à l'époque romaine, comme en témoigne un temple construit par Auguste. La faible altitude du col du Montgenèvre et l’insécurité régnant sur la zone côtière en ont fait le passage majeur des Romains. Les travaux de creusement du puits de la gare de chemin de fer, voisine des bâtiments de la prévôté, en 1870, ont permis de retrouver, à cinq mètres au-dessous du sol de cette époque, les vestiges d'une station romaine que les spécialistes identifient, depuis les travaux de Jean-Baptiste Bourguignon d'Anville, vers 1760, comme le lieu-dit « Ad Martis » de l'Itinéraire d'Antonin, de la Table de Peutinger et des Gobelets de Vicarello.
Une vraie route fut édifiée à l'initiative des vainqueurs par Cottius,commensal de César, dont le petit royaume enjambait la crête des Alpes, d'où les noms: Alpes Cottiennes, « Via Cottia per Alpem » ; voie à partir de Turin qui gagnait le carrefour de Gap (Vapicum) vers Valence ou le sud vers Sisteron. Il y avait un poste de douane et les marchandises payaient le quarantième de leur valeur. Cette voie passait par Suse (Segusium), Oulx, Cesana (Gaesao), les redoutables gorges placées plus tard sous le patronage de saint Gervais, Matrona, point culminant du passage, où existait une importante station routière avec mansio, et aussi, d'après la chronique de la Novalaise, un temple dédié à un certain Cacus, jadis vaincu par Hercule avec l’aide de Jupiter, monument d'une remarquable architecture.
Les documents manquent entre autres à cause des multiples raids sarrasins dans la vallée de Suse. En particulier à la suite de l'incendie de l’abbaye de la Novalaise en 906 par des bandes sarrasines, où les moines se réfugient à Turin avec 6 000 manuscrits. Après cet incendie, les immenses possessions sont partagées et l’abbaye Saint-Laurent d'Oulx en reçoit la majeure partie (voir Abbon).

### Du Moyen Âge au Risorgimento
À l'époque carolingienne, les communautés situées à l'ouest du Col de Montgenèvre appartenaient au royaume de Bourgogne, à l'est au royaume d'Italie. En 1038, Conrad II le Salique, l'empereur supprime le diocèse de Maurienne. L'évêque Thibaut avait participé à une ligue contre lui. C'est alors le partage des biens entre l'archevêché d'Embrun et à l'évêché de Turin, un décret jamais complètement exécuté. Des arrangements donnèrent lieu à la création, entre 1042 et 1050, par Odo, marquis d'Italie, sa femme Adhélaïs comtesse de Suze, et par Cunibert évêque de Turin, de la Prévôté de Saint Laurent d'Oulx, fondation religieuse tenue par des chanoines qui suivaient la règle de saint Augustin, sous la conduite d'un saint prêtre, Gérard, originaire d'Oulx. Ce prêtre est consacré évêque de Sisteron en 1060. L'évêque de Turin, Cunibert, donne à la prévôté, le 30 avril 1065, les biens et bénéfices de l'évêché dans la Haute Vallée de Suse.
Au début du deuxième millénaire, Gérard Chevrier, plus tard évêque de Sisteron, fonde ici une communauté religieuse qui sera reconnue par l'évêque local qui donne alors la dîme et les églises. Appelé à cette époque Ulcium le territoire appartient au Dauphiné et gagne en importance grâce à deux papes, Urbain II et Calixte II l'enrichissant de divers dons. Au XIIe siècle, Oulx devient un centre administratif et commercial important ; les intérêts entrent en conflit avec l'abbé de Suse et le Dauphin.
Une grande indépendance administrative naît en 1343, la république des Escartons : Oulx, le Briançonnais, le Val Chisone, la vallée Varaita et le Queyras sont associés et administrés de façon indépendante, par un accord de rachat partiel des droits avec Humbert II de Viennois, mais en 1349, avec le traité de Romans signé avec Philippe VI de Valois, ce territoire est transféré à la couronne de France. Les règlements des Escartons perdurent jusqu'à 1713. Avec les cantons suisses, c'est un particularisme administratif alpin. Avec la diminution des transits des vallées alpines au cours de la Renaissance, Oulx perd de son importance. Dans cette période, le col de Montgenèvre prend plus d'importance par le transit de troupes italiennes.
Commence avec le XVIe siècle une période troublée et difficile pour Oulx comme ses vallées supérieures. Les guerres de religion entre catholiques et vaudois provoquent des troubles et des pillages (Vicarage la Vaudoise Juillet 1562); la guerre entre la France et l'Espagne ne donne pas de répit à la paix de Cateau-Cambrésis (1559). La population est décimée par la peste. Très nombreux sont les sanctuaires dédiés à Saint Roch, protecteur contre la peste mais aussi pour une deuxième raison c'est le saint patron des pèlerins très nombreux à passer là. La communauté religieuse locale se transforme. Très riche (prévôté de Saint Laurent d'Oulx), elle est un acteur important du pouvoir religieux des Alpes occidentales jusque dans l'année où la communauté est supprimée 1749.
Le 19 juillet 1747, les troupes françaises au cours de la guerre de Succession d'Autriche sont stoppées à la mémorable bataille d'Assietta. Par la suite, le traité d'Aix-la-Chapelle (1748) marque le début d'une période de paix qui va durer un demi-siècle. Les effets de la Révolution française se font également sentir à Oulx, où ils ont planté les arbres de la Liberté, dont l'un vit toujours sur la route de Sauze.

### XIXeetXXesiècles

Évolution du territoire d'Oulx. 1. Oulx 2. Sauze d'Oulx 3. Beaulard 4. Savoulx.

L'événement important significatif pour Oulx est l'ouverture du tunnel ferroviaire du Fréjus ; en 1871, passe le premier train international. En 1872 a été fondé à Oulx le corps de Troupe-Alpine. Au début de la Seconde Guerre mondiale, l'attaque commence à partir des crêtes entre le Chaberton et Valle Stretta et dans le Désertes. Les signes des affrontements sont encore visibles sur la pointe Clotesse et Grand'Hoche ainsi que les montagnes de Oulx (bunkers, munitions non-explosées). Pendant le fascisme, le pays se développe et intègre les villages. Il devient le siège de la Cour de district.

## Toponymie
Oulx paraît dans les documents anciens sous les noms suivants : « Ulces » (880), « Ultes » (sec. IX), « de Ulcis » (1050), « loco ubi dicitur Ulcium » (1083), « in loco et fundo Ulce » (1167).
Le 16 janvier 1937, le commissaire préfectoral d'Oulx soumet une délibération qui vise à « ramener à leur forme italienne le nom [...] de la commune et du hameau du Sauze, en les modifiant en “Ulzio” e “Salice d’Ulzio” »,. Un décret royal officialise ce changement le 12 avril 1937.
Le conseil municipal d'Oulx délibère, le 1er décembre 1958, le retour aux noms historiques. Cette demande est approuvée le 3 mars 1958 par le bureau de la Province de Turin, puis par le conseil provincial le 8 avril 1959. L'abandon des noms “Ulzio” e “Salice d’Ulzio”, devient officiel, le 26 septembre 1960, lors de la publication du décret présidentiel N° 1960/1248.
Appelée Ocellum à l'époque romaine (Okelos de Strabon), le nom de la ville semble issu du gaulois uxello, « élevé ». Une autre étymologie, à partir du nom latin Ad Martis, nous rapproche du nom Ultore, l'un des appellatifs du dieu romain Mars.

## Transports
Oulx est située sur la ligne du Fréjus qui relie Turin à la frontière française. Elle est dotée de deux gares desservies par la ligne 3 du Service ferroviaire métropolitain de Turin. La gare d'Oulx - Cesana - Claviere - Sestrières est en outre desservie par les TGV reliant Paris à Milan.

## Administration
| Période                                  | Période  | Identité    | Étiquette | Qualité |
| ---------------------------------------- | -------- | ----------- | --------- | ------- |
| 14 juin 2004                             | En cours | Mauro Cassi |           |         |
| Les données manquantes sont à compléter. |          |             |           |         |

### Hameaux

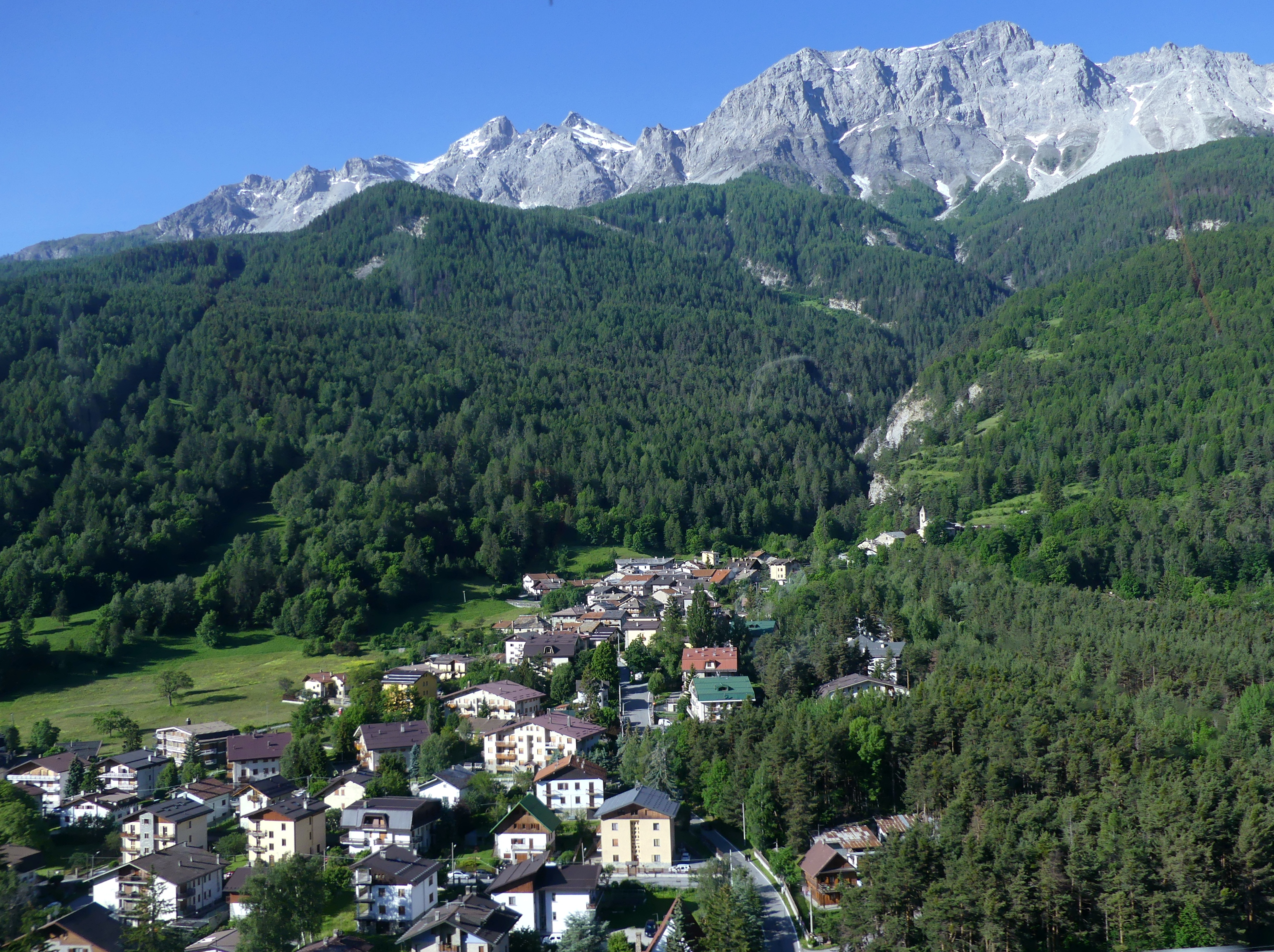
Hameau de Beaulard.

Amazas, Auberges, Beaulard, Beaume, Chateau-Beaulard, Clots, Constans, Gad, Malefosse, Monfol, Pierremenaud, Puy, Royeres, San Francesco, San Marco, Savoulx, Signols, Soubras, Vazon, Villard.
Savoulx et Beaulard étaient, avant la période fasciste, des communes autonomes.

### Communes limitrophes
Bardonnèche, Césane, Exilles, Pragela, Salbertrand, Sauze d'Oulx, Sestrières

### Évolution démographique
Habitants recensés

### Jumelages
Saint-Donat-sur-l'Herbasse (France)

## Personnalités liées à la commune
- Luigi des Ambrois de Névache (1807-1874), juriste et homme politique
- Marie Joseph Chalier (1747-1793), né à Beaulard, hameau de Oulx, commerçant et révolutionnaire lyonnais

### Monographies et ouvrages généraux
- (it) Marco Battistoni, Schede storico-territoriali dei comuni del Piemonte, Comune di Oulx, Turin, Regione Piemonte, 2006, 37 p. (lire en ligne).
- Jean-Baptiste Bourguignon d'Anville, Notice de l'ancienne Gaule, tirée des monuments romains, notice "Ad Martis", page 436, Paris, Desaint, Saillant, Durand, 1760, 754 p. (lire en ligne).
- (it) Giovanni Collino, Le carte della Prevostura d'Oulx, raccolte e riordinati cronologicamente fino al 1300, Pignerol, Chiantore-Mascarelli, 1908, 411 p. (OCLC 252891256, lire en ligne).

### Articles
- (it) Marco Battistoni, « Oulx », Schedario storico-territoriale dei comuni piemontesi, Centro Interuniversitario di Storia Territoriale "Goffredo Casalis",‎ 2006 (lire en ligne).